# Équipe des Îles Cook féminine de football
Cet article traite de l'équipe féminine. Pour l'équipe masculine, voir Équipe des îles Cook de football.
Maillots
L'équipe des îles Cook féminine de football est une sélection des meilleures joueuses cookiennes sous l'égide de la Fédération des îles Cook de football.

## Classement FIFA
| Année              | 2003 | 2004 | 2005 | 2006 | 2007 | 2008 | 2009 | 2010 | 2011 | 2012 | 2013 | 2014 | 2015 | 2016 | 2017 | 2018 |
| ------------------ | ---- | ---- | ---- | ---- | ---- | ---- | ---- | ---- | ---- | ---- | ---- | ---- | ---- | ---- | ---- | ---- |
| Classement mondial | 95   | 101  | 100  | 109  | 111  | 105  | 92   | 104  | 104  | 99   | 118  | 100  | 104  | 94   | 119  | 109  |
| Classement OFC     | 7    | 7    | 7    | 7    | 9    | 9    |      | 7    | 8    | 8    |      | 4    | 6    | 6    |      |      |

## Palmarès

### Parcours enCoupe d'Océanie
- 2003 : 5e
- 2010 : 3e
- 2014 : 3e
- 2018 : 8e
- 2022 : Quarts de finale
- 2025 : 8e

### Parcours enJeux du Pacifique
- 2007 : 1er tour groupe A
- 2011 : 1er tour groupe B
- 2015 : 3e
- 2019 : 4e
- 2023 : 10e

### Match par adversaire
| Date              | Lieu                                   | Équipe    | Résultat | Adversaire                |
| ----------------- | -------------------------------------- | --------- | -------- | ------------------------- |
| 5 avril 2003      | Canberra Australie                     | Îles Cook | 1-5      | Papouasie-Nouvelle-Guinée |
| 7 avril 2003      | Canberra Australie                     | Îles Cook | 0-11     | Australie                 |
| 9 avril 2003      | Canberra Australie                     | Îles Cook | 0-9      | Nouvelle-Zélande          |
| 11 avril 2003     | Canberra Australie                     | Îles Cook | 0-1      | Samoa                     |
| 25 août 2007      | Apia Samoa                             | Îles Cook | 1-4      | Fidji                     |
| 28 août 2007      | Apia Samoa                             | Îles Cook | 1-1      | Samoa américaines         |
| 30 août 2007      | Apia Samoa                             | Îles Cook | 1-1      | Îles Salomon              |
| 3 septembre 2007  | Apia Samoa                             | Îles Cook | 1-4      | Papouasie-Nouvelle-Guinée |
| 29 septembre 2010 | Auckland Nouvelle-Zélande              | Îles Cook | 1-0      | Tahiti                    |
| 1er octobre 2010  | Auckland Nouvelle-Zélande              | Îles Cook | 0-10     | Nouvelle-Zélande          |
| 3 octobre 2010    | Auckland Nouvelle-Zélande              | Îles Cook | 2-0      | Vanuatu                   |
| 6 octobre 2010    | Auckland Nouvelle-Zélande              | Îles Cook | 0-1      | Papouasie-Nouvelle-Guinée |
| 8 octobre 2010    | Auckland Nouvelle-Zélande              | Îles Cook | 2-0      | Îles Salomon              |
| 31 août 2011      | Nouméa Nouvelle-Calédonie              | Îles Cook | 1-1      | Guam                      |
| 2 septembre 2011  | Nouméa Nouvelle-Calédonie              | Îles Cook | 1-0      | Tonga                     |
| 5 septembre 2011  | Nouméa Nouvelle-Calédonie              | Îles Cook | 0-1      | Fidji                     |
| 25 octobre 2014   | Kokopo Papouasie-Nouvelle-Guinée       | Îles Cook | 1-4      | Papouasie-Nouvelle-Guinée |
| 27 octobre 2014   | Kokopo Papouasie-Nouvelle-Guinée       | Îles Cook | 1-1      | Tonga                     |
| 29 octobre 2014   | Kokopo Papouasie-Nouvelle-Guinée       | Îles Cook | 0-11     | Nouvelle-Zélande          |
| 8 juillet 2015    | Port Moresby Papouasie-Nouvelle-Guinée | Îles Cook | 1-1      | Fidji                     |
| 11 juillet 2015   | Port Moresby Papouasie-Nouvelle-Guinée | Îles Cook | 0-2      | Papouasie-Nouvelle-Guinée |
| 13 juillet 2015   | Port Moresby Papouasie-Nouvelle-Guinée | Îles Cook | 1-5      | Nouvelle-Calédonie        |
| 16 juillet 2015   | Port Moresby Papouasie-Nouvelle-Guinée | Îles Cook | 2-0      | Samoa                     |

### Bilan
| Rang | Équipe    | Pts | J  | G | N | P  | Bp | Bc | Diff |
| ---- | --------- | --- | -- | - | - | -- | -- | -- | ---- |
| #    | Îles Cook | 20  | 23 | 5 | 5 | 13 | 18 | 73 | -55  |

### Les 11 meilleures buteuses
| Rang | Joueur                        | Buts | Sél. | Première sélection | Dernière sélection |
| ---- | ----------------------------- | ---- | ---- | ------------------ | ------------------ |
| 1    | Regina Mustonen               | 3    | 9    | 2007               | 2010               |
| 2    | Teariivahine-Itenaterai Henry | 2    | 5    | 2010               |                    |
| 3    | Dayna Nopa                    | 2    | 8    | 2010               | 2011               |
| 4    | Tepaeru Toka                  | 2    | 6    | 2011               | 2014               |
| 5    | Liz Harmon                    | 2    | 4    | 2015               |                    |
| 6    | Mélanie Rakei                 | 1    | 4    | 2003               |                    |
| 7    | Teremoana Hewett              | 1    | 4    | 2007               |                    |
| 8    | Jasmine Makiasi               | 1    | 4    | 2007               |                    |
| 9    | Tupou Patia                   | 1    | 4    | 2007               |                    |
| 10   | Lee Maoate-Cox                | 1    | 3    | 2011               |                    |
| 11   | Maeva Carr                    | 1    | 4    | 2015               |                    |

```
Le 
16 juillet 2015
 lors de leur dernier match contre l'équipe des Samoa, le deuxième but est inscrit par une samoan contre son propre camp.
```

## Sélectionneurs de l'équipe des Iles Cook
Mise à jour le 12 décembre 2015.
| Sélectionneur | Période   | Matchs | Gagnés | Nuls | Perdus | Gagnés % |
| ------------- | --------- | ------ | ------ | ---- | ------ | -------- |
| Jimmy Katoa   | 2010-2014 | 11     | 4      | 2    | 5      | 36.36    |
| Tuka Tisam    | 2015-20.. | 4      | 1      | 1    | 2      | 25       |